# آن آدامز
آن آدامز (بالإنجليزية: Ann Adams)‏ هي فنانة أمريكية، ولدت في 1937، وتوفيت في 1992.